# Sen svaté Luitgardy
Sen svaté Luitgardy (též Vidění sv. Luitgardy, sousoší sv. Luitgardy) je barokní sousoší Matyáše Bernarda Brauna (1684–1738) z roku 1710, umístěné v Lapidáriu Národního muzea a na svém původním místě na 12. pilíři Karlova mostu v Praze nahrazené kopií. Je považováno za nejvýznamnější sochařské dílo mostu a řazeno mezi nejcennější díla českého baroka.

## Pozadí vzniku
Matyáš Bernard Braun se narodil v Tyrolsku, v oblasti cisterciáckého kláštera ve Stamsu. Po studiu sochařství v Salcburku a tovaryšské cestě po Itálii přichází pravděpodobně na podzim 1708 do cisterciáckého kláštera v Plasech. Svými schopnostmi zaujal opata Evžena Tyttla. Aby opat mladého a neznámého umělce vyzkoušel, zadal mu realizaci dřevořezby Matky Bolestné pod křížem, určené pro konventní kostel Nanebevzetí Panny Marie. Braun vytvořil z jednoho kusu dřeva umělecky zralé sousoší Krista na Kříži se stojící Pannou Marií. Opat Tyttl následně v roce 1710 nechal Brauna zhotovit sousoší Sen svaté Luitgardy pro umístění na Karlově mostě, a to nákladem 1200 zlatých plaského kláštera.

## Motiv
Svatá Luitgarda byla vlámská řeholnice na přelomu 12. a 13. století. Od 12 let žila v benediktinském klášteře. V 17 letech měla vidění Ježíše Krista, který jí ukazoval svou ránu v boku, později prožila další mystická vidění a stigmata. Odmítla se stát abatyší a odešla do přísnějšího francouzského cisterciáckého kláštera Aywiers. Ve francouzském klášteře se však nedomluvila rodnou vlámštinou. Po oslepnutí strávila posledních 12 let svého života v mlčení a pokoře. Ve svém vidění požádala Krista, zda by mohla získat jeho srdce. Ježíš vyjmul její srdce, vložil místo něj svoje a její vložil do své hrudi. V jiném zjevení se Ježíš sehnul z kříže a rukou Luitgardě přitiskl ústa ke své ráně v boku. Pila z ní mocnou blaženost, která ji pak posilňovala ve službě Bohu.

## Sousoší

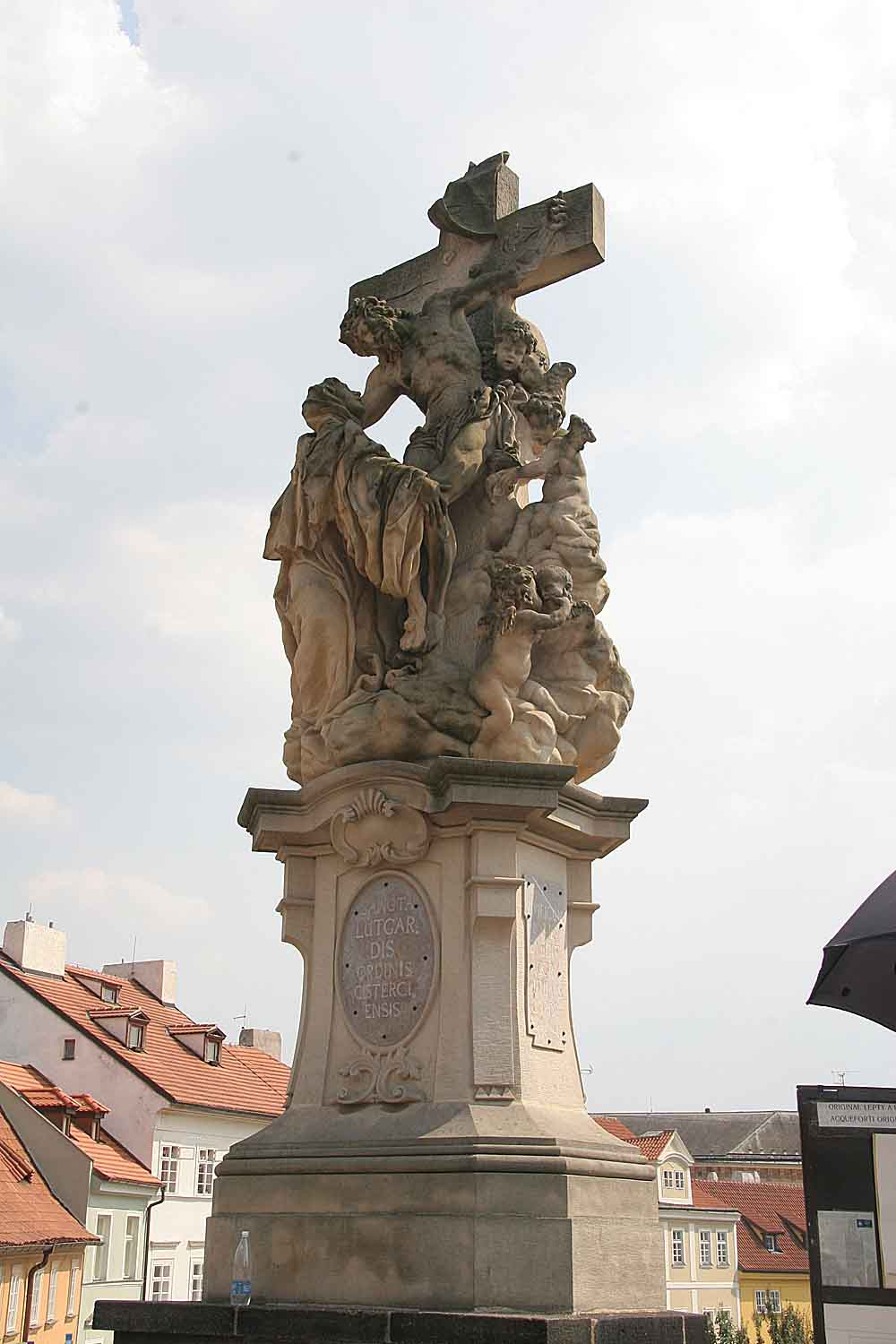
Socha s podstavcem

Sousoší zobrazuje vidění slepé sv. Luitgardy, kterak se k ní sklání Kristus z kříže a jednou rukou ji tiskne, aby se napila z rány v jeho boku. Výjev působí silou výtvarného zpracování. Na rozdíl od ostatních děl na mostě, která dosti divadelně předvádějí pózující světce obklopené symboly a výjevy z jejich legendárního života, Braunovo sousoší zobrazuje jednu konkrétní intimní scénu hlubokého náboženského prožitku světice (nápis na pravé straně podstavce odkazuje k oběma výše zmíněným mystickým zážitkům). Dokonce ani andílci na oblacích zde nejsou, aby nesli různé symboly, ale jen jaksi důvěrně dokreslují nadpozemský charakter výjevu. První Braunovo pražské dílo zhodnocuje jeho italské školení, znalost Michelangela a zejména Berniniho, např. jeho Vidění sv. Terezie.
Uvažuje se o předloze sousoší od různých malířů (J. K. Liška, M. Willmann, P. Brandl).
Sousoší Sen svaté Luitgardy je považováno za výtvarně nejkvalitnější dílo na Karlově mostě. V českém prostředí jde zároveň o nejznámější dílo zachycující sv. Luitgardu.

## Podstavec
Pískovcový podstavec sochy má vrcholně barokní architektonickou formu (uvažuje se o spolupráci Brauna s J. B. Santinim či s F. M. Kaňkou) a na každé straně nese jednu desku s nápisem. Na přední straně je na oválné desce nápis
SANCTA LUTGARDIS ORDINIS CISTERCIENSIS
(Sv. Luitgarda z řádu cisterciáckého),
na pravé obdélné nápis 
VIVIFICUM LATUS EXUGIT COR MUTUANS CORDE. EX BREV. CIST. AD XV. IUNII.
(Saje oživující bok, vyměňujíc srdce za srdce. Z cisterciáckého breviáře na 15. červen.).
Obdélná deska na levé straně nese text 
CHRISTI CRUCIFIXI CONSTRICTA BRACHIO
(Paží ukřižovaného Krista objatá)
a deska na zadní straně 
D. HONORI S. LUTGARDIS POSUIT MONASTERIUM DE PLASS ORD. CISTERC. SVB EVGENIO TYTTL ABBATE ET PRAEPOSITO S.M. MAGD. AD BOH. LIPPAM MDCCX.
(Ke cti svaté Luitgardy postavil cisterciácký klášter v Plasech za Evžena Tyttla, opata a probošta u svaté Maří Magdaleny v České Lípě, 1710).

## Originál a kopie
Originál sousoší byl několikrát opravován, v roce 1923 provedl opravu Čeněk Vosmík, v roce 1937 R. Vlach. V současnosti je originál uložený v Lapidáriu Národního muzea a na Karlově mostě je umístěna kopie sousoší, kterou v letech 1993–1995 vytesali Jiří Novák a Bořivoj Rak. Kopie byla sekána do bloku hořického pískovce o objemu 16 metrů krychlových a váze 40 tun, vytěženého v Podhorním Újezdu. Vzorem pro kopii byl sádrový odlitek zhotovený pravděpodobně v průběhu II. světové války, který je umístěn v zimním refektáři plaského kláštera. Jinou starší kopii vytvořil Bohumil Vlček.

## Umístění
Kopie sousoší je umístěna na 12. pilíři ve směru od Staroměstské mostecké věže na Malou Stranu na levé (neboli jižní, návodní) straně, v blízkosti schodů na Kampu. Od června 2020 je pilíř kvůli plánované opravě prázdný, kopie sousoší je přechodně umístěna v depozitáři GHMP.